# Jamyang Kyi
Jamyang Kyi, née en 1965 dans la province du Qinghai (au nord-est de la région autonome du  Tibet) en Chine, est une célèbre chanteuse tibétaine. Elle est aussi écrivain, journaliste, présentatrice de la chaîne Qinghai Télévision et féministe.

## Vie au Tibet
Jamyang Kyi est née dans la province du Qinghai, appelée par les Tibétains l'Amdo, région traditionnellement peuplée par plusieurs ethnies chinoises, dont les Tibétains. Elle est issue d'une famille rurale tibétaine de la préfecture autonome tibétaine de Tsolho (Hainan). Elle habite la ville de Xining. Mariée, elle a deux filles, l’une âgée de 17 ans qui suit sa scolarité à Pékin et la plus jeune, 5 ans, qui vit à Xining.

## Chanteuse tibétaine
Chanteuse tibétaine, elle compose elle-même les chansons qu’elle interprète. Depuis les années 1990, elle a enregistré plusieurs albums dont Prière, Karma et Amant lointain. Elle est très prisée au Tibet depuis la sortie de son album Message du cœur en 1997. La musique de Jamyang Kyi est influencée par la musique folklorique moderne et traditionnelle des différentes régions du Tibet. 

## Journaliste, écrivain, présentatrice de télévision
Jamyang Kyi est aussi journaliste de télévision et écrivain. Elle a présenté des programmes en tibétain de la chaîne Qinghai Télévision pendant plus de 20 ans. Depuis 2005, elle a composé des essais sur le sort des femmes tibétaines. Au nombre de ses articles publiés figure un article sur le trafic de jeunes filles (Qinghai Daily (Les Nouvelles du Qinghai), édition en langue tibétaine, 11/30/05) et le statut de femmes dans la société tibétaine. Elle a décrit notamment l’existence mariages forcés. Elle a aussi publié des articles sur l'éducation et les relations inter-ethniques. Après son voyage aux États-Unis en 2006, elle s’est aussi intéressée à la protection de la culture et à l'égalité entre hommes et femmes, et a publié des textes sur ces sujets sur son blog. Pour la journaliste Ursula Gauthier, « Elle ne conteste pas l’appartenance du Tibet à la Chine, son combat est féministe ». 
Elle a écrit un livre en tibétain sur le sort des femmes et la préservation de la culture tibétaine, Heurs et malheurs des femmes – Neige et pluie mêlées, qui aurait dû paraître en 2007 aux Éditions des nationalités du Gansu. Féministe, on peut supposer qu’elle été influencée par la lecture du livre Le Deuxième Sexe de Simone de Beauvoir, traduit en chinois.

## Arrestation au Tibet
Dans le contexte des Troubles au Tibet en 2008, Jamyang Kyi a été arrêtée le 1er avril 2008 par la police chinoise sur son lieu de travail, à la chaîne d'État Qinghai Television. Elle a disparu depuis. On craint qu'elle soit torturée[évasif]. Le Centre culturel tibétain Khawa Karpo, une association tibétaine en exil en Inde a confirmé l’arrestation, à la suite des manifestations, de Jamyang Kyi. 
Selon Radio Free Asia, Jamyang Kyi pourrait avoir été interrogée sur un voyage aux États-Unis en mars 2006 à New York où elle s’est produite avec d’autres artistes tibétains. Des policiers se sont également présentés à son domicile pour y saisir des documents et son ordinateur.
Reporters sans frontières a lancé le 17 avril un appel à l'Union européenne et demande demande la libération immédiate de Jamyang Kyi.
Elle a été libérée le 20 mai 2008, mais attend un procès.